# Левченко Семен
Семен Левченко (30 квітня 1896, Київ — 3 лютого 1991, м. Дербі, Велика Британія) — український письменник, публіцист. Курінний армії Української Народної Республіки.

## Життєпис
Народився 30 квітня 1896 р. у Києві.
Закінчив Одеське військове училище прапорщиків (1917). 6 серпня 1918 року закінчив навчання у інструкторській школі старшин.
Воював у складі Армії УНР у полку імені гетьмана П. Дорошенка. Після поразки перебував у таборі для інтернованих (Каліш).
Співпрацював у таборових видавництвах «Наша зоря» (Ланцут, Стшалків, Каліш, 1920—1923), «Промінь» (Ланцут, Стшалків, 1921—1922), «Веселка» (Каліш, 1922—1923), «Український сурмач» (Каліш, Шипйорно, 1922).
Друкувався у часописах «Веселка», «Рідна мова», «Гуртуймось», «Літературно-науковому віснику». Автор низки статей історичного характеру та спогадів у часописах «Дороговказ» і «За державність» (Торонто).
1935 — редактор часопису «Український ветеран» (Варшава), який польська влада відразу заборонила.
Помер 3 лютого 1991 р. у м. Дербі (Англія).

## Творчість
Автор історичної повісті «За волю і державу» (Лондон; Дербі, 1966), драматичного етюду «Дух України» (Лондон, 1963; Сідней, Лондон,1987), збірки віршів «Обірвані струни» (Лондон, 1963).
- «На тему дня» (цикл);
- «Подружжя»;
- «Прострочений фейлетон»;
- «Більшовики панікують»;
- «Квітневий»;
- Промінська казочка.

## Нагороди
- Хрест Симона Петлюри (№ ордену 3409)[1];
- Воєнний хрест (№ ордену 603)[1];